# Bijoux pierre naturelle
Les bijoux en pierre naturelle connaissent un engouement croissant, alliant beauté authentique et symbolisme millénaire. Ces accessoires, façonnés à partir de véritables minéraux et cristaux, offrent bien plus qu'un simple ornement : ils portent en eux l'histoire de la Terre et les croyances ancestrales liées à leurs propriétés énergétiques.

## Qu'est-ce qu'un bijou en pierre naturelle?
Un bijou en pierre naturelle est un accessoire de mode réalisé à partir de minéraux authentiques extraits de la terre. Contrairement aux pierres synthétiques ou artificielles, ces gemmes conservent leur structure cristalline originelle et leurs caractéristiques uniques formées au cours de millénaires. Chaque pierre possède sa propre identité géologique, ses nuances de couleur et ses inclusions naturelles qui en font une pièce véritablement unique.
Ces bijoux peuvent prendre diverses formes : colliers, bracelets, bagues, boucles d'oreilles ou pendentifs, mettant en valeur la beauté brute ou polie des pierres sélectionnées.

## Les pierres naturelles les plus prisées et leurs significations

### Améthyste: La pierre de la sérénité
L'améthyste, avec ses teintes violettes envoûtantes, est réputée pour favoriser la paix intérieure et l'harmonie. Cette variété de quartz est particulièrement appréciée pour ses vertus apaisantes et sa capacité à soulager le stress selon la lithothérapie.

### Turquoise: L'équilibre et la protection
La turquoise, pierre sacrée de nombreuses civilisations, symbolise l'équilibre parfait entre ciel et terre. Elle est traditionnellement associée à la chance et à la protection spirituelle, tout en apportant une touche de couleur distinctive à tout bijou.

### Aigue-marine: La clarté des océans
Cette gemme aux reflets bleu-vert évoque la tranquillité des eaux cristallines. L'aigue-marine est valorisée pour symboliser la clarté mentale et offrir une protection douce, tout en contribuant à la réduction du stress quotidien.

### Pierre de lune: L'intuition féminine
Avec ses reflets nacrés mystérieux, la pierre de lune est intimement liée aux cycles lunaires et à l'intuition. Elle est réputée pour renforcer les émotions positives et développer la sensibilité spirituelle.

### Œil de tigre: Force et courage
Cette pierre aux bandes dorées et brunes est un symbole de force intérieure et de courage. L'œil de tigre est particulièrement apprécié pour sa capacité présumée à protéger contre les énergies négatives tout en stimulant la confiance en soi.

### Labradorite: L'harmonie créative
La labradorite fascine par ses reflets irisés aux multiples couleurs. Cette pierre est réputée pour harmoniser les énergies, protéger des influences négatives et stimuler la créativité artistique.

### Quartz rose: L'amour inconditionnel
Symbole universel de l'amour et de la douceur, le quartz rose est la pierre du cœur par excellence. Ses teintes rosées délicates en font un choix privilégié pour apaiser les émotions et cultiver la bienveillance.

### Cornaline: L'élan créatif
Cette pierre aux tons orangés est associée à la vitalité et à l'énergie créatrice. La cornaline est particulièrement recherchée pour stimuler la motivation et libérer le potentiel artistique.

### Jaspe: L'ancrage terrestre
Le jaspe, dans ses multiples variétés colorées, représente la stabilité et l'ancrage. Cette pierre est valorisée pour ses propriétés d'équilibrage et sa capacité à renforcer la connexion avec la terre.

## Pourquoi opter pour un bijou en pierre naturelle?

### Une beauté authentique et unique
Chaque pierre naturelle offre des couleurs, textures et reflets absolument singuliers, fruits de processus géologiques uniques. Cette authenticité naturelle crée des bijoux impossibles à reproduire industriellement, garantissant l'exclusivité de chaque pièce.

### Des propriétés énergétiques reconnues
Selon la lithothérapie, pratique ancestrale étudiant l'influence des minéraux sur l'être humain, chaque pierre délivre des bienfaits énergétiques spécifiques. Ces influences peuvent concerner l'équilibre physique, émotionnel ou mental, offrant une dimension supplémentaire au simple aspect décoratif.

### L'originalité artisanale
Un bijou en pierre naturelle représente souvent une création artisanale unique, valorisant le savoir-faire traditionnel et l'authenticité face à la production de masse. Cette dimension artisanale renforce le caractère personnel et significatif de l'accessoire.

### Une élégance intemporelle
Les bijoux en pierres naturelles transcendent les tendances éphémères grâce à leur caractère naturel universel. Leur beauté intemporelle en fait des investissements durables qui traversent les générations sans perdre de leur attrait.

## Évaluer la qualité d'un bijou en pierre naturelle
La qualité d'un bijou en pierre naturelle dépend de plusieurs critères essentiels qu'il convient de maîtriser pour faire un choix éclairé.

### Critères de qualité fondamentaux
La pureté de la pierre constitue le premier indicateur de qualité. Une pierre naturelle de qualité présente peu d'inclusions visibles et une structure cristalline cohérente. La couleur doit être vive et homogène, sans zones décolorées ou ternes qui trahiraient une qualité moindre.
La taille de la pierre influence directement son impact visuel et sa valeur. Les pierres plus volumineuses sont généralement plus rares et précieuses, mais la proportion doit rester harmonieuse avec le design du bijou.

### L'importance de l'origine
L'origine géographique de la pierre peut significativement affecter sa qualité et sa valeur. Certaines régions sont réputées pour produire des spécimens exceptionnels de pierres particulières, comme les améthystes du Brésil ou les turquoises d'Arizona.

### Le travail artisanal
La façon dont la pierre a été travaillée - polie ou conservée brute - influence l'esthétique finale du bijou. Le polissage révèle l'éclat naturel de la pierre, tandis que l'état brut préserve son aspect authentique et sauvage.

## Entretien et préservation
Les pierres naturelles nécessitent un entretien adapté à leur composition minéralogique pour conserver leur éclat originel. Chaque variété possède ses spécificités : certaines craignent l'eau, d'autres la lumière directe ou les variations de température.
Un nettoyage doux avec un chiffon microfibre suffit généralement pour l'entretien quotidien. Pour un nettoyage plus approfondi, l'eau tiède et un savon neutre conviennent à la plupart des pierres, à condition de bien les sécher immédiatement après.

## L'art de porter et d'associer les pierres naturelles
Le choix d'un bijou en pierre naturelle peut se faire selon plusieurs approches : l'attraction esthétique immédiate, la recherche de propriétés énergétiques spécifiques, ou encore l'affinité personnelle avec le symbolisme de la pierre.
L'association de plusieurs pierres dans un même bijou ou ensemble permet de créer des synergies esthétiques et énergétiques intéressantes. Cependant, il convient de veiller à l'harmonie des couleurs et à la compatibilité présumée des énergies selon les traditions lithothérapeutiques.

## Authenticité et choix éclairé
Dans un marché où se côtoient pierres naturelles authentiques et imitations, la vigilance s'impose. Les pierres véritables présentent souvent de légères imperfections naturelles qui témoignent de leur authenticité, contrairement aux versions synthétiques parfaitement uniformes.
Se tourner vers des spécialistes reconnus garantit l'authenticité des pierres et la qualité du travail artisanal. Des sites spécialisés comme pierre-naturelle-bijoux.com proposent une sélection rigoureuse de bijoux authentiques, accompagnés d'informations détaillées sur l'origine et les propriétés de chaque pierre.

## Conclusion
Les bijoux en pierre naturelle représentent bien plus qu'un simple accessoire de mode. Ils incarnent la rencontre entre la beauté brute de la nature et le savoir-faire artisanal humain, créant des pièces uniques chargées d'histoire et de symbolisme.
Que l'on soit attiré par leur esthétique singulière, leurs propriétés énergétiques présumées ou leur dimension spirituelle, ces bijoux offrent une alternative authentique aux productions industrielles standardisées. Choisir un bijou en pierre naturelle, c'est opter pour l'unicité, l'authenticité et la connexion avec les forces créatrices de notre planète.
Pour découvrir une sélection de bijoux en pierres naturelles authentiques et obtenir des conseils personnalisés, consultez https://pierre-naturelle-bijoux.com
1. ↑  « Boutique de Lithothérapie », sur Pierre Naturelle Bijoux, 13 octobre 2024 (consulté le 19 août 2025)
2. ↑  « Boutique de Lithothérapie », sur Pierre Naturelle Bijoux, 13 octobre 2024 (consulté le 19 août 2025)